# Francisco Ibáñez Campos
Francisco Javier Ibáñez Campos (Santiago del Cile, 13 gennaio 1986) è un calciatore cileno, attaccante del Deportes Valdivia.